# Helga Exner
Helga Exner, född 9 oktober 1939 i Gablonz an der Neisse, är en dansk guldsmed.
Helga Exner drev verksamhet med sin make Bent Exner 1961–1983 och har senare arbetat som lärare. Hon tilldelades 1969 Lunningpriset.